# IM Весов
IM Весов (лат. IM Librae), HD 134374 — двойная затменная переменная звезда (E:) в созвездии Весов на расстоянии (вычисленном из значения параллакса) приблизительно 1376 световых лет (около 422 парсеков) от Солнца. Видимая звёздная величина звезды — от +10,01m до +9,66m.

## Характеристики
Первый компонент — жёлтая звезда спектрального класса G5V. Эффективная температура — около 5539 К.
Второй компонент — жёлтая звезда спектрального класса F/G.